# Periscepsia guttipennis
Periscepsia guttipennis là một loài ruồi trong họ Tachinidae.